# 타반톨고이

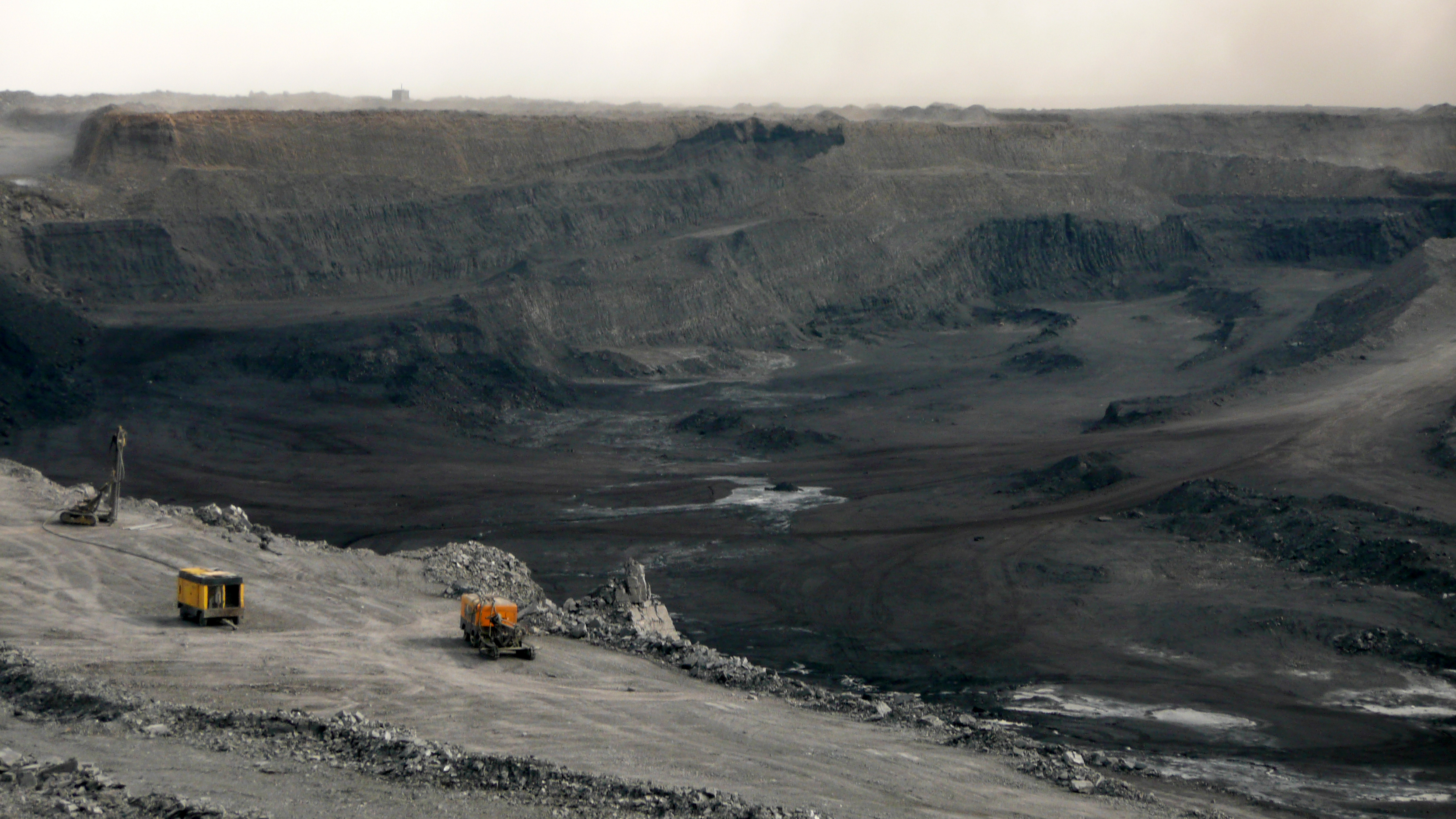

타반톨고이 (Таван толгой, Tavan Tolgoi, Tavantolgoi, Tavantolgoy, "다섯 언덕")은 몽골 남부 음느고비 주의 토그체치에 위치한 노천탄광으로, 세계 최대의 석탄 광산 중 하나이다.
거주 인구는 313명이다. (2009.12.31.).

## 지리
타반톨고이는 고비 사막 남부에 위치한다. 토그체치 중심부에서 남서쪽으로 15 km 떨어져 있으며, 음느고비 주의 주도인 달란자드가드에서 동쪽으로 98 km 떨어져 있다.

## 역사
타반톨고이는 1967년부터 채굴되었다. 2011년에는 생산량을 극대화하기 위해 해외의 기업과 컨소시엄을 참여시키기로 결정하였다. 여섯개의 회사가 입찰하였고, 낙찰자는 2011년 6,7월 경에 발표될 예정이었다.아르셀로 미탈, 한국광물자원공사, 피바디 에너지, 발레, 엑스트라타 등이 참가하였다. 7월 초에 피바디 에너지, 중국, 러시아 컨소시엄 3개 회사가 선정되었으나 이후 몽골 정부는 계획을 백지화했다.

## 생산
석탄 생산: 2003년 - 38,500 mton, 2004년 - 64,200 mton, 2005년 - 404,600 mton, 2006년 - 787,100 mton. 타반톨고이의 석탄 매장량은 약 50억 톤으로 추정된다. 생산된 석탄은 철도를 통해 수출된다.